# Lista över fornlämningar i Norrköpings kommun (Östra Stenby)
Lista över fornlämningar i Norrköpings kommun (Östra Stenby) är en förteckning av ett urval av de fornlämningar som finns i Östra Stenby i Norrköpings kommun.
| Namn                                          | Lämningstyp                 | Tillkomsttid | Historisk indelning        | Plats | Läge                 | ID-nr          | Bild                                      |
| --------------------------------------------- | --------------------------- | ------------ | -------------------------- | ----- | -------------------- | -------------- | ----------------------------------------- |
| Östra Stenby 2:1                              | Stensättning                |              | Östra Stenby, Östergötland |       | 58.587524, 16.449566 | 10055600020001 | Ladda upp en bild av detta fornminne      |
| Östra Stenby 3:1                              | Gravfält                    |              | Östra Stenby, Östergötland |       | 58.591364, 16.456629 | 10055600030001 | Ladda upp en bild av detta fornminne      |
| Östra Stenby 4:1                              | Gravfält                    |              | Östra Stenby, Östergötland |       | 58.587262, 16.454339 | 10055600040001 | Ladda upp en bild av detta fornminne      |
| Östra Stenby 6:1                              | Gravfält                    |              | Östra Stenby, Östergötland |       | 58.588554, 16.455877 | 10055600060001 | Ladda upp en bild av detta fornminne      |
| Östra Stenby 7:1                              | Stensättning                |              | Östra Stenby, Östergötland |       | 58.579529, 16.473706 | 10055600070001 | Ladda upp en bild av detta fornminne      |
| Östra Stenby 8:1                              | Stensättning                |              | Östra Stenby, Östergötland |       | 58.579486, 16.472933 | 10055600080001 | Ladda upp en bild av detta fornminne      |
| Östra Stenby 10:2                             | Stensättning                |              | Östra Stenby, Östergötland |       | 58.579936, 16.470785 | 10055600100002 | Ladda upp en bild av detta fornminne      |
| Östra Stenby 10:3                             | Stensättning                |              | Östra Stenby, Östergötland |       | 58.580346, 16.471345 | 10055600100003 | Ladda upp en bild av detta fornminne      |
| Östra Stenby 13:1                             | Gravfält                    |              | Östra Stenby, Östergötland |       | 58.579051, 16.471303 | 10055600130001 | Ladda upp en bild av detta fornminne      |
| Östra Stenby 14:1                             | Gravfält                    |              | Östra Stenby, Östergötland |       | 58.579202, 16.465529 | 10055600140001 | Ladda upp en bild av detta fornminne      |
| Östra Stenby 15:1                             | Gravfält                    |              | Östra Stenby, Östergötland |       | 58.581891, 16.455603 | 10055600150001 | Ladda upp en bild av detta fornminne      |
| Östra Stenby 17:1                             | Stensättning                |              | Östra Stenby, Östergötland |       | 58.580439, 16.467982 | 10055600170001 | Ladda upp en bild av detta fornminne      |
| Östra Stenby 18:1                             | Gravfält                    |              | Östra Stenby, Östergötland |       | 58.582220, 16.463573 | 10055600180001 | Ladda upp en bild av detta fornminne      |
| Östra Stenby 20:1                             | Gravfält                    |              | Östra Stenby, Östergötland |       | 58.562755, 16.500946 | 10055600200001 | Ladda upp en bild av detta fornminne      |
| Östra Stenby 21:1                             | Fornborg                    |              | Östra Stenby, Östergötland |       | 58.554346, 16.516697 | 10055600210001 | Ladda upp en bild av detta fornminne      |
| Östra Stenby 22:1                             | Stensättning                |              | Östra Stenby, Östergötland |       | 58.551440, 16.516097 | 10055600220001 | Ladda upp en bild av detta fornminne      |
| Östra Stenby 25:1                             | Stensättning                |              | Östra Stenby, Östergötland |       | 58.545999, 16.532234 | 10055600250001 | Ladda upp en bild av detta fornminne      |
| Östra Stenby 25:3                             | Stensättning                |              | Östra Stenby, Östergötland |       | 58.546042, 16.530927 | 10055600250003 | Ladda upp en bild av detta fornminne      |
| Onsten (Östra Stenby 27:1)                    | Fornborg                    |              | Östra Stenby, Östergötland |       | 58.545794, 16.540083 | 10055600270001 | Ladda upp en bild av detta fornminne      |
| Östra Stenby 28:1                             | Stensättning                |              | Östra Stenby, Östergötland |       | 58.547892, 16.540717 | 10055600280001 | Ladda upp en bild av detta fornminne      |
| Östra Stenby 30:1                             | Stensättning                |              | Östra Stenby, Östergötland |       | 58.548956, 16.537008 | 10055600300001 | Ladda upp en bild av detta fornminne      |
| Östra Stenby 30:2                             | Stensättning                |              | Östra Stenby, Östergötland |       | 58.549146, 16.537405 | 10055600300002 | Ladda upp en bild av detta fornminne      |
| Östra Stenby 31:1                             | Gravfält                    |              | Östra Stenby, Östergötland |       | 58.551052, 16.535190 | 10055600310001 | Ladda upp en bild av detta fornminne      |
| Östra Stenby 32:1                             | Stensättning                |              | Östra Stenby, Östergötland |       | 58.556814, 16.516284 | 10055600320001 | Ladda upp en bild av detta fornminne      |
| Östra Stenby 32:2                             | Grav markerad av sten/block |              | Östra Stenby, Östergötland |       | 58.556757, 16.516424 | 10055600320002 | Ladda upp en bild av detta fornminne      |
| Östra Stenby 32:3                             | Stensättning                |              | Östra Stenby, Östergötland |       | 58.556757, 16.516991 | 10055600320003 | Ladda upp en bild av detta fornminne      |
| Östra Stenby 33:1                             | Stensättning                |              | Östra Stenby, Östergötland |       | 58.557910, 16.510397 | 10055600330001 | Ladda upp en bild av detta fornminne      |
| Östra Stenby 33:2                             | Stensättning                |              | Östra Stenby, Östergötland |       | 58.557785, 16.510711 | 10055600330002 | Ladda upp en bild av detta fornminne      |
| Östra Stenby 33:3                             | Stensättning                |              | Östra Stenby, Östergötland |       | 58.557752, 16.510426 | 10055600330003 | Ladda upp en bild av detta fornminne      |
| Östra Stenby 34:1                             | Gravfält                    |              | Östra Stenby, Östergötland |       | 58.558349, 16.508698 | 10055600340001 | Ladda upp en bild av detta fornminne      |
| Östra Stenby 35:1                             | Stensättning                |              | Östra Stenby, Östergötland |       | 58.562171, 16.513432 | 10055600350001 | Ladda upp en bild av detta fornminne      |
| Östra Stenby 36:1                             | Gravfält                    |              | Östra Stenby, Östergötland |       | 58.563285, 16.509623 | 10055600360001 | Ladda upp en bild av detta fornminne      |
| Östra Stenby 37:1                             | Gravfält                    |              | Östra Stenby, Östergötland |       | 58.563890, 16.511309 | 10055600370001 | Ladda upp en bild av detta fornminne      |
| Östra Stenby 38:1                             | Stensättning                |              | Östra Stenby, Östergötland |       | 58.567521, 16.513790 | 10055600380001 | Ladda upp en bild av detta fornminne      |
| Östra Stenby 38:2                             | Stensättning                |              | Östra Stenby, Östergötland |       | 58.567858, 16.513794 | 10055600380002 | Ladda upp en bild av detta fornminne      |
| Östra Stenby 40:1                             | Röse                        |              | Östra Stenby, Östergötland |       | 58.570406, 16.510569 | 10055600400001 | Ladda upp en bild av detta fornminne      |
| Östra Stenby 40:2                             | Stensättning                |              | Östra Stenby, Östergötland |       | 58.570322, 16.510812 | 10055600400002 | Ladda upp en bild av detta fornminne      |
| Östra Stenby 41:1                             | Gravfält                    |              | Östra Stenby, Östergötland |       | 58.573149, 16.508155 | 10055600410001 | Ladda upp en bild av detta fornminne      |
| Östra Stenby 42:1                             | Stensättning                |              | Östra Stenby, Östergötland |       | 58.573616, 16.508943 | 10055600420001 | Ladda upp en bild av detta fornminne      |
| Östra Stenby 42:2                             | Stensättning                |              | Östra Stenby, Östergötland |       | 58.573645, 16.508768 | 10055600420002 | Ladda upp en bild av detta fornminne      |
| Östra Stenby 43:1                             | Stensättning                |              | Östra Stenby, Östergötland |       | 58.572596, 16.511231 | 10055600430001 | Ladda upp en bild av detta fornminne      |
| Östra Stenby 44:1                             | Stensättning                |              | Östra Stenby, Östergötland |       | 58.570701, 16.511274 | 10055600440001 | Ladda upp en bild av detta fornminne      |
| Östra Stenby 45:1                             | Stensättning                |              | Östra Stenby, Östergötland |       | 58.572991, 16.518798 | 10055600450001 | Ladda upp en bild av detta fornminne      |
| Östra Stenby 46:1                             | Stensättning                |              | Östra Stenby, Östergötland |       | 58.572933, 16.520837 | 10055600460001 | Ladda upp en bild av detta fornminne      |
| Östra Stenby 48:1                             | Gravfält                    |              | Östra Stenby, Östergötland |       | 58.574699, 16.507295 | 10055600480001 | Ladda upp en bild av detta fornminne      |
| Östra Stenby 49:1                             | Hög                         |              | Östra Stenby, Östergötland |       | 58.576033, 16.513268 | 10055600490001 | Ladda upp en bild av detta fornminne      |
| Östra Stenby 51:1                             | Gravfält                    |              | Östra Stenby, Östergötland |       | 58.577785, 16.509513 | 10055600510001 | Ladda upp en bild av detta fornminne      |
| Östra Stenby 52:1                             | Stensättning                |              | Östra Stenby, Östergötland |       | 58.578039, 16.511126 | 10055600520001 | Ladda upp en bild av detta fornminne      |
| Östra Stenby 52:2                             | Stensättning                |              | Östra Stenby, Östergötland |       | 58.578120, 16.511422 | 10055600520002 | Ladda upp en bild av detta fornminne      |
| Östra Stenby 52:3                             | Stensättning                |              | Östra Stenby, Östergötland |       | 58.577902, 16.511416 | 10055600520003 | Ladda upp en bild av detta fornminne      |
| Östra Stenby 52:4                             | Stensättning                |              | Östra Stenby, Östergötland |       | 58.577791, 16.511638 | 10055600520004 | Ladda upp en bild av detta fornminne      |
| Östra Stenby 53:1                             | Gravfält                    |              | Östra Stenby, Östergötland |       | 58.579487, 16.507446 | 10055600530001 | Ladda upp en bild av detta fornminne      |
| Östra Stenby 55:1                             | Gravfält                    |              | Östra Stenby, Östergötland |       | 58.581304, 16.505244 | 10055600550001 | Ladda upp en bild av detta fornminne      |
| Östra Stenby 57:1                             | Gravfält                    |              | Östra Stenby, Östergötland |       | 58.580770, 16.504094 | 10055600570001 | Ladda upp en bild av detta fornminne      |
| Östra Stenby 58:1                             | Gravfält                    |              | Östra Stenby, Östergötland |       | 58.582296, 16.508962 | 10055600580001 | Ladda upp en bild av detta fornminne      |
| Östra Stenby 59:1                             | Gravfält                    |              | Östra Stenby, Östergötland |       | 58.582692, 16.510513 | 10055600590001 | Ladda upp en bild av detta fornminne      |
| Östra Stenby 60:1                             | Gravfält                    |              | Östra Stenby, Östergötland |       | 58.582637, 16.513669 | 10055600600001 | Ladda upp en bild av detta fornminne      |
| Långtomta (Östra Stenby 61:1)                 | Gravfält                    |              | Östra Stenby, Östergötland |       | 58.565094, 16.504345 | 10055600610001 | Ladda upp en bild av detta fornminne      |
| Långtomta (Östra Stenby 61:2)                 | Stensättning                |              | Östra Stenby, Östergötland |       | 58.566455, 16.503117 | 10055600610002 | Ladda upp en bild av detta fornminne      |
| Östra Stenby 65:1                             | Gravfält                    |              | Östra Stenby, Östergötland |       | 58.580411, 16.510639 | 10055600650001 | Ladda upp en bild av detta fornminne      |
| Östra Stenby 66:1                             | Stensättning                |              | Östra Stenby, Östergötland |       | 58.580181, 16.515831 | 10055600660001 | Ladda upp en bild av detta fornminne      |
| Östra Stenby 67:1                             | Gravfält                    |              | Östra Stenby, Östergötland |       | 58.580765, 16.520141 | 10055600670001 | Ladda upp en bild av detta fornminne      |
| Östra Stenby 68:1                             | Stensättning                |              | Östra Stenby, Östergötland |       | 58.582500, 16.516540 | 10055600680001 | Ladda upp en bild av detta fornminne      |
| Östra Stenby 70:1                             | Hög                         |              | Östra Stenby, Östergötland |       | 58.583137, 16.519263 | 10055600700001 | Ladda upp en bild av detta fornminne      |
| Östra Stenby 71:1                             | Stensättning                |              | Östra Stenby, Östergötland |       | 58.584219, 16.515369 | 10055600710001 | Ladda upp en bild av detta fornminne      |
| Östra Stenby 72:1                             | Stensättning                |              | Östra Stenby, Östergötland |       | 58.583893, 16.514293 | 10055600720001 | Ladda upp en bild av detta fornminne      |
| Östra Stenby 73:1                             | Röse                        |              | Östra Stenby, Östergötland |       | 58.586873, 16.505648 | 10055600730001 | Ladda upp en bild av detta fornminne      |
| Östra Stenby 73:2                             | Stensättning                |              | Östra Stenby, Östergötland |       | 58.586700, 16.505969 | 10055600730002 | Ladda upp en bild av detta fornminne      |
| Östra Stenby 74:1                             | Stensättning                |              | Östra Stenby, Östergötland |       | 58.588046, 16.509248 | 10055600740001 | Ladda upp en bild av detta fornminne      |
| Östra Stenby 75:1                             | Stensättning                |              | Östra Stenby, Östergötland |       | 58.588699, 16.509529 | 10055600750001 | Ladda upp en bild av detta fornminne      |
| Östra Stenby 75:2                             | Stensättning                |              | Östra Stenby, Östergötland |       | 58.588619, 16.510359 | 10055600750002 | Ladda upp en bild av detta fornminne      |
| Östra Stenby 77:1                             | Stensättning                |              | Östra Stenby, Östergötland |       | 58.592118, 16.520789 | 10055600770001 | Ladda upp en bild av detta fornminne      |
| Östra Stenby 77:2                             | Stensättning                |              | Östra Stenby, Östergötland |       | 58.592480, 16.520802 | 10055600770002 | Ladda upp en bild av detta fornminne      |
| Östra Stenby 79:1                             | Stensättning                |              | Östra Stenby, Östergötland |       | 58.596753, 16.531919 | 10055600790001 | Ladda upp en bild av detta fornminne      |
| Östra Stenby 80:1                             | Stensättning                |              | Östra Stenby, Östergötland |       | 58.597442, 16.531256 | 10055600800001 | Ladda upp en bild av detta fornminne      |
| Östra Stenby 81:1                             | Stensättning                |              | Östra Stenby, Östergötland |       | 58.599415, 16.528772 | 10055600810001 | Ladda upp en bild av detta fornminne      |
| Östra Stenby 82:1                             | Stensättning                |              | Östra Stenby, Östergötland |       | 58.591517, 16.502960 | 10055600820001 | Ladda upp en bild av detta fornminne      |
| Östra Stenby 83:1                             | Stensättning                |              | Östra Stenby, Östergötland |       | 58.590237, 16.494881 | 10055600830001 | Ladda upp en bild av detta fornminne      |
| Östra Stenby 83:2                             | Stensättning                |              | Östra Stenby, Östergötland |       | 58.590052, 16.494720 | 10055600830002 | Ladda upp en bild av detta fornminne      |
| Östra Stenby 85:1                             | Stensättning                |              | Östra Stenby, Östergötland |       | 58.605411, 16.523053 | 10055600850001 | Ladda upp en bild av detta fornminne      |
| Östra Stenby 85:2                             | Stensättning                |              | Östra Stenby, Östergötland |       | 58.605278, 16.523130 | 10055600850002 | Ladda upp en bild av detta fornminne      |
| Östra Stenby 87:1                             | Gravfält                    |              | Östra Stenby, Östergötland |       | 58.605246, 16.508974 | 10055600870001 | Ladda upp en bild av detta fornminne      |
| Östra Stenby 88:1                             | Stensättning                |              | Östra Stenby, Östergötland |       | 58.606335, 16.508247 | 10055600880001 | Ladda upp en bild av detta fornminne      |
| Östra Stenby 89:1                             | Stensättning                |              | Östra Stenby, Östergötland |       | 58.609412, 16.499436 | 10055600890001 | Ladda upp en bild av detta fornminne      |
| Östra Stenby 90:1                             | Gravfält                    |              | Östra Stenby, Östergötland |       | 58.610707, 16.499153 | 10055600900001 | Ladda upp en bild av detta fornminne      |
| Östra Stenby 91:1                             | Gravfält                    |              | Östra Stenby, Östergötland |       | 58.571246, 16.484349 | 10055600910001 | Ladda upp en bild av detta fornminne      |
| Östra Stenby 91:2                             | Stensättning                |              | Östra Stenby, Östergötland |       | 58.571592, 16.484734 | 10055600910002 | Ladda upp en bild av detta fornminne      |
| Östra Stenby 91:3                             | Stensättning                |              | Östra Stenby, Östergötland |       | 58.571412, 16.485183 | 10055600910003 | Ladda upp en bild av detta fornminne      |
| Östra Stenby 93:1                             | Stensättning                |              | Östra Stenby, Östergötland |       | 58.578447, 16.482132 | 10055600930001 | Ladda upp en bild av detta fornminne      |
| Östra Stenby 94:1                             | Stensättning                |              | Östra Stenby, Östergötland |       | 58.579732, 16.477239 | 10055600940001 | Ladda upp en bild av detta fornminne      |
| Östra Stenby 94:2                             | Stensättning                |              | Östra Stenby, Östergötland |       | 58.579661, 16.477090 | 10055600940002 | Ladda upp en bild av detta fornminne      |
| Östra Stenby 94:3                             | Stensättning                |              | Östra Stenby, Östergötland |       | 58.579767, 16.477081 | 10055600940003 | Ladda upp en bild av detta fornminne      |
| Östra Stenby 95:1                             | Gravfält                    |              | Östra Stenby, Östergötland |       | 58.581972, 16.483978 | 10055600950001 | Ladda upp en bild av detta fornminne      |
| Östra Stenby 96:1                             | Gravfält                    |              | Östra Stenby, Östergötland |       | 58.578994, 16.486323 | 10055600960001 | Ladda upp en bild av detta fornminne      |
| Östra Stenby 98:1                             | Stensättning                |              | Östra Stenby, Östergötland |       | 58.580457, 16.489378 | 10055600980001 | Ladda upp en bild av detta fornminne      |
| Östra Stenby 98:2                             | Stensättning                |              | Östra Stenby, Östergötland |       | 58.580344, 16.489348 | 10055600980002 | Ladda upp en bild av detta fornminne      |
| Östra Stenby 98:3                             | Stensättning                |              | Östra Stenby, Östergötland |       | 58.580229, 16.489367 | 10055600980003 | Ladda upp en bild av detta fornminne      |
| Östra Stenby 99:1                             | Gravfält                    |              | Östra Stenby, Östergötland |       | 58.580100, 16.494586 | 10055600990001 | Ladda upp en bild av detta fornminne      |
| Östra Stenby 100:1                            | Stensättning                |              | Östra Stenby, Östergötland |       | 58.581468, 16.492504 | 10055601000001 | Ladda upp en bild av detta fornminne      |
| Östra Stenby 101:1                            | Stensättning                |              | Östra Stenby, Östergötland |       | 58.606687, 16.434894 | 10055601010001 | Ladda upp en bild av detta fornminne      |
| Östra Stenby 102:1                            | Gravfält                    |              | Östra Stenby, Östergötland |       | 58.619143, 16.438504 | 10055601020001 | Ladda upp en bild av detta fornminne      |
| Östra Stenby 103:2                            | Stensättning                |              | Östra Stenby, Östergötland |       | 58.585555, 16.481665 | 10055601030002 | Ladda upp en bild av detta fornminne      |
| Östra Stenby 106:1                            | Gravfält                    |              | Östra Stenby, Östergötland |       | 58.585465, 16.475247 | 10055601060001 | Ladda upp en bild av detta fornminne      |
| Östra Stenby 107:1                            | Stensättning                |              | Östra Stenby, Östergötland |       | 58.585499, 16.477117 | 10055601070001 | Ladda upp en bild av detta fornminne      |
| Östra Stenby 108:1                            | Röse                        |              | Östra Stenby, Östergötland |       | 58.588209, 16.476301 | 10055601080001 | Ladda upp en bild av detta fornminne      |
| Östra Stenby 109:1                            | Gravfält                    |              | Östra Stenby, Östergötland |       | 58.591790, 16.464531 | 10055601090001 | Ladda upp en bild av detta fornminne      |
| Östra Stenby 111:1                            | Gravfält                    |              | Östra Stenby, Östergötland |       | 58.592712, 16.462099 | 10055601110001 | Ladda upp en bild av detta fornminne      |
| Östra Stenby 112:1                            | Gravfält                    |              | Östra Stenby, Östergötland |       | 58.595602, 16.472230 | 10055601120001 | Ladda upp en bild av detta fornminne      |
| Östra Stenby 113:1                            | Gravfält                    |              | Östra Stenby, Östergötland |       | 58.588687, 16.492847 | 10055601130001 | Ladda upp en bild av detta fornminne      |
| Östra Stenby 115:1                            | Gravfält                    |              | Östra Stenby, Östergötland |       | 58.589523, 16.493130 | 10055601150001 | Ladda upp en bild av detta fornminne      |
| Östra Stenby 117:1                            | Gravfält                    |              | Östra Stenby, Östergötland |       | 58.587548, 16.491208 | 10055601170001 | Ladda upp en bild av detta fornminne      |
| Östra Stenby 121:1                            | Stensättning                |              | Östra Stenby, Östergötland |       | 58.588493, 16.489821 | 10055601210001 | Ladda upp en bild av detta fornminne      |
| Östra Stenby 122:1                            | Röse                        |              | Östra Stenby, Östergötland |       | 58.588835, 16.486808 | 10055601220001 | Ladda upp en bild av detta fornminne      |
| Östra Stenby 123:1                            | Gravfält                    |              | Östra Stenby, Östergötland |       | 58.592558, 16.492549 | 10055601230001 | Ladda upp en bild av detta fornminne      |
| Östra Stenby 124:1                            | Stensättning                |              | Östra Stenby, Östergötland |       | 58.597648, 16.486439 | 10055601240001 | Ladda upp en bild av detta fornminne      |
| Östra Stenby 125:1                            | Gravfält                    |              | Östra Stenby, Östergötland |       | 58.596704, 16.488372 | 10055601250001 | Ladda upp en bild av detta fornminne      |
| Östra Stenby 126:1                            | Stensättning                |              | Östra Stenby, Östergötland |       | 58.599810, 16.491614 | 10055601260001 | Ladda upp en bild av detta fornminne      |
| Östra Stenby 128:1                            | Gravfält                    |              | Östra Stenby, Östergötland |       | 58.575967, 16.479862 | 10055601280001 | Ladda upp en bild av detta fornminne      |
| Östra Stenby 129:1                            | Hög                         |              | Östra Stenby, Östergötland |       | 58.600238, 16.480666 | 10055601290001 | Ladda upp en bild av detta fornminne      |
| Östra Stenby 130:1                            | Gravfält                    |              | Östra Stenby, Östergötland |       | 58.605940, 16.485663 | 10055601300001 | Ladda upp en bild av detta fornminne      |
| Östra Stenby 131:1                            | Gravfält                    |              | Östra Stenby, Östergötland |       | 58.604661, 16.487673 | 10055601310001 | Ladda upp en bild av detta fornminne      |
| Herresten (Nordenskjöld) (Östra Stenby 132:1) | Runristning                 |              | Östra Stenby, Östergötland |       | 58.618112, 16.503465 | 10055601320001 | Ladda upp en bild av detta fornminne      |
| Östra Stenby 133:1                            | Stensättning                |              | Östra Stenby, Östergötland |       | 58.620965, 16.493097 | 10055601330001 | Ladda upp en bild av detta fornminne      |
| Östra Stenby 134:1                            | Fornborg                    |              | Östra Stenby, Östergötland |       | 58.612415, 16.475160 | 10055601340001 | Ladda upp en bild av detta fornminne      |
| Östra Stenby 135:1                            | Grav- och boplatsområde     |              | Östra Stenby, Östergötland |       | 58.610610, 16.469057 | 10055601350001 | Ladda upp en bild av detta fornminne      |
| Östra Stenby 136:1                            | Gravfält                    |              | Östra Stenby, Östergötland |       | 58.609853, 16.478502 | 10055601360001 | Ladda upp en bild av detta fornminne      |
| Östra Stenby 137:1                            | Stensättning                |              | Östra Stenby, Östergötland |       | 58.608045, 16.485915 | 10055601370001 | Ladda upp en bild av detta fornminne      |
| Östra Stenby 138:1                            | Gravfält                    |              | Östra Stenby, Östergötland |       | 58.604449, 16.451500 | 10055601380001 | Ladda upp en bild av detta fornminne      |
| Östra Stenby 140:1                            | Gravfält                    |              | Östra Stenby, Östergötland |       | 58.611339, 16.449730 | 10055601400001 | Ladda upp en bild av detta fornminne      |
| Östra Stenby 141:1                            | Gravfält                    |              | Östra Stenby, Östergötland |       | 58.618000, 16.449909 | 10055601410001 | Ladda upp en bild av detta fornminne      |
| Östra Stenby 142:1                            | Runristning                 |              | Östra Stenby, Östergötland |       | 58.582551, 16.475633 | 10055601420001 | Ladda upp en bild av detta fornminne      |
| Östra Stenby 142:2                            | Runristning                 |              | Östra Stenby, Östergötland |       | 58.582542, 16.475471 | 10055601420002 | Ladda upp en bild av detta fornminne      |
| Östra Stenby 142:3                            | Runristning                 |              | Östra Stenby, Östergötland |       | 58.582475, 16.475192 | 10055601420003 | Ladda upp en bild av detta fornminne      |
| Östra Stenby 142:4                            | Runristning                 |              | Östra Stenby, Östergötland |       | 58.582489, 16.475663 | 10055601420004 | Ladda upp en bild av detta fornminne      |
| Östra Stenby 142:5                            | Runristning                 |              | Östra Stenby, Östergötland |       | 58.582456, 16.475484 | 10055601420005 | Ladda upp en bild av detta fornminne      |
| Östra Stenby 142:6                            | Runristning                 |              | Östra Stenby, Östergötland |       | 58.582421, 16.475284 | 10055601420006 | Ladda upp en bild av detta fornminne      |
| Östra Stenby 142:7                            | Runristning                 |              | Östra Stenby, Östergötland |       | 58.582615, 16.476265 | 10055601420007 | Ladda upp en bild av detta fornminne      |
| Östra Stenby 143:1                            | Stensättning                |              | Östra Stenby, Östergötland |       | 58.600900, 16.479133 | 10055601430001 | Ladda upp en bild av detta fornminne      |
| Östra Stenby 144:1                            | Gravfält                    |              | Östra Stenby, Östergötland |       | 58.609821, 16.454204 | 10055601440001 | Ladda upp en bild av detta fornminne      |
| Östra Stenby 145:1                            | Gravfält                    |              | Östra Stenby, Östergötland |       | 58.614173, 16.456190 | 10055601450001 | Ladda upp en bild av detta fornminne      |
| Östra Stenby 146:1                            | Gravfält                    |              | Östra Stenby, Östergötland |       | 58.611640, 16.457615 | 10055601460001 | Ladda upp en bild av detta fornminne      |
| Östra Stenby 147:1                            | Stensättning                |              | Östra Stenby, Östergötland |       | 58.606438, 16.463804 | 10055601470001 | Ladda upp en bild av detta fornminne      |
| Östra Stenby 147:2                            | Stensättning                |              | Östra Stenby, Östergötland |       | 58.606381, 16.464013 | 10055601470002 | Ladda upp en bild av detta fornminne      |
| Östra Stenby 147:3                            | Stensättning                |              | Östra Stenby, Östergötland |       | 58.606389, 16.464268 | 10055601470003 | Ladda upp en bild av detta fornminne      |
| Östra Stenby 147:4                            | Stensättning                |              | Östra Stenby, Östergötland |       | 58.606276, 16.464795 | 10055601470004 | Ladda upp en bild av detta fornminne      |
| Östra Stenby 148:1                            | Stensättning                |              | Östra Stenby, Östergötland |       | 58.606300, 16.461319 | 10055601480001 | Ladda upp en bild av detta fornminne      |
| Östra Stenby 149:1                            | Gravfält                    |              | Östra Stenby, Östergötland |       | 58.618828, 16.462903 | 10055601490001 | Ladda upp en bild av detta fornminne      |
| Skallberget (Östra Stenby 150:1)              | Stensättning                |              | Östra Stenby, Östergötland |       | 58.617722, 16.452354 | 10055601500001 | Ladda upp en bild av detta fornminne      |
| Östra Stenby 151:1                            | Gravfält                    |              | Östra Stenby, Östergötland |       | 58.614306, 16.465916 | 10055601510001 | Ladda upp en bild av detta fornminne      |
| Östra Stenby 152:1                            | Stensättning                |              | Östra Stenby, Östergötland |       | 58.608183, 16.463989 | 10055601520001 | Ladda upp en bild av detta fornminne      |
| Östra Stenby 153:1                            | Gravfält                    |              | Östra Stenby, Östergötland |       | 58.607857, 16.465310 | 10055601530001 | Ladda upp en bild av detta fornminne      |
| Östra Stenby 154:1                            | Gravfält                    |              | Östra Stenby, Östergötland |       | 58.607136, 16.467628 | 10055601540001 | Ladda upp en bild av detta fornminne      |
| Östra Stenby 155:1                            | Stensättning                |              | Östra Stenby, Östergötland |       | 58.636801, 16.443419 | 10055601550001 | Ladda upp en bild av detta fornminne      |
| Östra Stenby 156:1                            | Stensättning                |              | Östra Stenby, Östergötland |       | 58.636343, 16.446467 | 10055601560001 | Ladda upp en bild av detta fornminne      |
| Östra Stenby 157:1                            | Stensättning                |              | Östra Stenby, Östergötland |       | 58.632929, 16.465911 | 10055601570001 | Ladda upp en bild av detta fornminne      |
| Östra Stenby 159:1                            | Stensättning                |              | Östra Stenby, Östergötland |       | 58.627627, 16.435249 | 10055601590001 | Ladda upp en bild av detta fornminne      |
| Östra Stenby 160:1                            | Stensättning                |              | Östra Stenby, Östergötland |       | 58.599746, 16.471254 | 10055601600001 | Ladda upp en bild av detta fornminne      |
| Östra Stenby 160:2                            | Stensättning                |              | Östra Stenby, Östergötland |       | 58.599852, 16.470874 | 10055601600002 | Ladda upp en bild av detta fornminne      |
| Östra Stenby 160:3                            | Stensättning                |              | Östra Stenby, Östergötland |       | 58.599364, 16.471431 | 10055601600003 | Ladda upp en bild av detta fornminne      |
| Östra Stenby 160:4                            | Stensättning                |              | Östra Stenby, Östergötland |       | 58.599138, 16.472211 | 10055601600004 | Ladda upp en bild av detta fornminne      |
| Östra Stenby 161:1                            | Stensättning                |              | Östra Stenby, Östergötland |       | 58.601102, 16.469666 | 10055601610001 | Ladda upp en bild av detta fornminne      |
| Östra Stenby 161:2                            | Stensättning                |              | Östra Stenby, Östergötland |       | 58.601288, 16.469346 | 10055601610002 | Ladda upp en bild av detta fornminne      |
| Östra Stenby 161:3                            | Stensättning                |              | Östra Stenby, Östergötland |       | 58.601244, 16.469187 | 10055601610003 | Ladda upp en bild av detta fornminne      |
| Östra Stenby 162:1                            | Stensättning                |              | Östra Stenby, Östergötland |       | 58.601341, 16.467146 | 10055601620001 | Ladda upp en bild av detta fornminne      |
| Östra Stenby 163:1                            | Stensättning                |              | Östra Stenby, Östergötland |       | 58.602380, 16.465268 | 10055601630001 | Ladda upp en bild av detta fornminne      |
| Östra Stenby 164:1                            | Stensättning                |              | Östra Stenby, Östergötland |       | 58.600384, 16.473510 | 10055601640001 | Ladda upp en bild av detta fornminne      |
| Östra Stenby 164:2                            | Stensättning                |              | Östra Stenby, Östergötland |       | 58.600490, 16.473374 | 10055601640002 | Ladda upp en bild av detta fornminne      |
| Östra Stenby 164:3                            | Stensättning                |              | Östra Stenby, Östergötland |       | 58.600653, 16.473270 | 10055601640003 | Ladda upp en bild av detta fornminne      |
| Östra Stenby 164:4                            | Stensättning                |              | Östra Stenby, Östergötland |       | 58.600531, 16.473846 | 10055601640004 | Ladda upp en bild av detta fornminne      |
| Östra Stenby 165:1                            | Grav- och boplatsområde     |              | Östra Stenby, Östergötland |       | 58.599970, 16.474835 | 10055601650001 | Ladda upp en bild av detta fornminne      |
| Östra Stenby 167:1                            | Stensättning                |              | Östra Stenby, Östergötland |       | 58.603169, 16.472429 | 10055601670001 | Ladda upp en bild av detta fornminne      |
| Östra Stenby 168:1                            | Stensättning                |              | Östra Stenby, Östergötland |       | 58.595320, 16.451482 | 10055601680001 | Ladda upp en bild av detta fornminne      |
| Östra Stenby 168:2                            | Stensättning                |              | Östra Stenby, Östergötland |       | 58.595395, 16.451336 | 10055601680002 | Ladda upp en bild av detta fornminne      |
| Östra Stenby 168:3                            | Stensättning                |              | Östra Stenby, Östergötland |       | 58.595482, 16.451211 | 10055601680003 | Ladda upp en bild av detta fornminne      |
| Östra Stenby 170:1                            | Stensättning                |              | Östra Stenby, Östergötland |       | 58.617288, 16.453405 | 10055601700001 | Ladda upp en bild av detta fornminne      |
| Östra Stenby 173:1                            | Stensättning                |              | Östra Stenby, Östergötland |       | 58.581110, 16.493108 | 10055601730001 | Ladda upp en bild av detta fornminne      |
| Östra Stenby 173:2                            | Stensättning                |              | Östra Stenby, Östergötland |       | 58.580975, 16.493086 | 10055601730002 | Ladda upp en bild av detta fornminne      |
| Östra Stenby 182:1                            | Gravfält                    |              | Östra Stenby, Östergötland |       | 58.594901, 16.454108 | 10055601820001 | Ladda upp en bild av detta fornminne      |
| Östra Stenby 185:1                            | Stensättning                |              | Östra Stenby, Östergötland |       | 58.587690, 16.457821 | 10055601850001 | Ladda upp en bild av detta fornminne      |
| Östra Stenby 187:1                            | Stensättning                |              | Östra Stenby, Östergötland |       | 58.579477, 16.468489 | 10055601870001 | Ladda upp en bild av detta fornminne      |
| Östra Stenby 189:1                            | Stensättning                |              | Östra Stenby, Östergötland |       | 58.581446, 16.462492 | 10055601890001 | Ladda upp en bild av detta fornminne      |
| Östra Stenby 192:1                            | Stensättning                |              | Östra Stenby, Östergötland |       | 58.593407, 16.468920 | 10055601920001 | Ladda upp en bild av detta fornminne      |
| Östra Stenby 194:1                            | Gravfält                    |              | Östra Stenby, Östergötland |       | 58.592276, 16.478651 | 10055601940001 | Ladda upp en bild av detta fornminne      |
| Östra Stenby 197:1                            | Gravfält                    |              | Östra Stenby, Östergötland |       | 58.578977, 16.469577 | 10055601970001 | Ladda upp en bild av detta fornminne      |
| Östra Stenby 201:1                            | Stensättning                |              | Östra Stenby, Östergötland |       | 58.575429, 16.466244 | 10055602010001 | Ladda upp en bild av detta fornminne      |
| Östra Stenby 201:2                            | Stensättning                |              | Östra Stenby, Östergötland |       | 58.575487, 16.466183 | 10055602010002 | Ladda upp en bild av detta fornminne      |
| Östra Stenby 201:3                            | Stensättning                |              | Östra Stenby, Östergötland |       | 58.575510, 16.465954 | 10055602010003 | Ladda upp en bild av detta fornminne      |
| Östra Stenby 202:1                            | Gravfält                    |              | Östra Stenby, Östergötland |       | 58.575503, 16.462824 | 10055602020001 | Ladda upp en bild av detta fornminne      |
| Boberget (Östra Stenby 204:1)                 | Fornborg                    |              | Östra Stenby, Östergötland |       | 58.573102, 16.463976 | 10055602040001 | Ladda upp en till bild av detta fornminne |
| Östra Stenby 206:2                            | Stensättning                |              | Östra Stenby, Östergötland |       | 58.576534, 16.486654 | 10055602060002 | Ladda upp en bild av detta fornminne      |
| Östra Stenby 208:1                            | Stensättning                |              | Östra Stenby, Östergötland |       | 58.580263, 16.482484 | 10055602080001 | Ladda upp en bild av detta fornminne      |
| Östra Stenby 210:1                            | Stensättning                |              | Östra Stenby, Östergötland |       | 58.585403, 16.479931 | 10055602100001 | Ladda upp en bild av detta fornminne      |
| Östra Stenby 213:1                            | Stensättning                |              | Östra Stenby, Östergötland |       | 58.596364, 16.482052 | 10055602130001 | Ladda upp en bild av detta fornminne      |
| Östra Stenby 216:1                            | Hällristning                |              | Östra Stenby, Östergötland |       | 58.601156, 16.485564 | 10055602160001 | Ladda upp en bild av detta fornminne      |
| Östra Stenby 217:1                            | Hög                         |              | Östra Stenby, Östergötland |       | 58.602319, 16.488034 | 10055602170001 | Ladda upp en bild av detta fornminne      |
| Östra Stenby 217:2                            | Hög                         |              | Östra Stenby, Östergötland |       | 58.602424, 16.487870 | 10055602170002 | Ladda upp en bild av detta fornminne      |
| Östra Stenby 217:3                            | Hög                         |              | Östra Stenby, Östergötland |       | 58.602496, 16.487762 | 10055602170003 | Ladda upp en bild av detta fornminne      |
| Östra Stenby 227:1                            | Stensättning                |              | Östra Stenby, Östergötland |       | 58.604787, 16.450113 | 10055602270001 | Ladda upp en bild av detta fornminne      |
| Östra Stenby 235:3                            | Stensättning                |              | Östra Stenby, Östergötland |       | 58.609998, 16.455907 | 10055602350003 | Ladda upp en bild av detta fornminne      |
| Kurbacken (Östra Stenby 237:1)                | Stensättning                |              | Östra Stenby, Östergötland |       | 58.611565, 16.445482 | 10055602370001 | Ladda upp en bild av detta fornminne      |
| Östra Stenby 239:1                            | Stensättning                |              | Östra Stenby, Östergötland |       | 58.617233, 16.460308 | 10055602390001 | Ladda upp en bild av detta fornminne      |
| Östra Stenby 241:1                            | Hällristning                |              | Östra Stenby, Östergötland |       | 58.612004, 16.461899 | 10055602410001 | Ladda upp en bild av detta fornminne      |
| Östra Stenby 242:1                            | Stensättning                |              | Östra Stenby, Östergötland |       | 58.614404, 16.454786 | 10055602420001 | Ladda upp en bild av detta fornminne      |
| Östra Stenby 246:1                            | Stensättning                |              | Östra Stenby, Östergötland |       | 58.585146, 16.513521 | 10055602460001 | Ladda upp en bild av detta fornminne      |
| Östra Stenby 250:1                            | Stensättning                |              | Östra Stenby, Östergötland |       | 58.579977, 16.508539 | 10055602500001 | Ladda upp en bild av detta fornminne      |
| Östra Stenby 250:2                            | Stensättning                |              | Östra Stenby, Östergötland |       | 58.580275, 16.509192 | 10055602500002 | Ladda upp en bild av detta fornminne      |
| Östra Stenby 251:1                            | Stensättning                |              | Östra Stenby, Östergötland |       | 58.577980, 16.507526 | 10055602510001 | Ladda upp en bild av detta fornminne      |
| Östra Stenby 252:1                            | Stensättning                |              | Östra Stenby, Östergötland |       | 58.582144, 16.502812 | 10055602520001 | Ladda upp en bild av detta fornminne      |
| Östra Stenby 252:2                            | Stensättning                |              | Östra Stenby, Östergötland |       | 58.582120, 16.502991 | 10055602520002 | Ladda upp en bild av detta fornminne      |
| Östra Stenby 252:3                            | Stensättning                |              | Östra Stenby, Östergötland |       | 58.582261, 16.503611 | 10055602520003 | Ladda upp en bild av detta fornminne      |
| Östra Stenby 252:4                            | Stensättning                |              | Östra Stenby, Östergötland |       | 58.582120, 16.503815 | 10055602520004 | Ladda upp en bild av detta fornminne      |
| Östra Stenby 253:1                            | Stensättning                |              | Östra Stenby, Östergötland |       | 58.576409, 16.506030 | 10055602530001 | Ladda upp en bild av detta fornminne      |
| Östra Stenby 254:1                            | Stensättning                |              | Östra Stenby, Östergötland |       | 58.575303, 16.506935 | 10055602540001 | Ladda upp en bild av detta fornminne      |
| Östra Stenby 254:2                            | Stensättning                |              | Östra Stenby, Östergötland |       | 58.575345, 16.506733 | 10055602540002 | Ladda upp en bild av detta fornminne      |
| Östra Stenby 254:3                            | Stensättning                |              | Östra Stenby, Östergötland |       | 58.575453, 16.506624 | 10055602540003 | Ladda upp en bild av detta fornminne      |
| Östra Stenby 255:1                            | Stensättning                |              | Östra Stenby, Östergötland |       | 58.577581, 16.503436 | 10055602550001 | Ladda upp en bild av detta fornminne      |
| Östra Stenby 255:2                            | Hög                         |              | Östra Stenby, Östergötland |       | 58.577537, 16.502656 | 10055602550002 | Ladda upp en bild av detta fornminne      |
| Östra Stenby 256:1                            | Stensättning                |              | Östra Stenby, Östergötland |       | 58.577075, 16.501581 | 10055602560001 | Ladda upp en bild av detta fornminne      |
| Östra Stenby 256:2                            | Stensättning                |              | Östra Stenby, Östergötland |       | 58.577065, 16.501781 | 10055602560002 | Ladda upp en bild av detta fornminne      |
| Östra Stenby 257:1                            | Gravfält                    |              | Östra Stenby, Östergötland |       | 58.577373, 16.499295 | 10055602570001 | Ladda upp en bild av detta fornminne      |
| Östra Stenby 258:1                            | Stensättning                |              | Östra Stenby, Östergötland |       | 58.577818, 16.499864 | 10055602580001 | Ladda upp en bild av detta fornminne      |
| Östra Stenby 262:1                            | Stensättning                |              | Östra Stenby, Östergötland |       | 58.579828, 16.493108 | 10055602620001 | Ladda upp en bild av detta fornminne      |
| Östra Stenby 262:2                            | Stensättning                |              | Östra Stenby, Östergötland |       | 58.579656, 16.493044 | 10055602620002 | Ladda upp en bild av detta fornminne      |
| Östra Stenby 262:3                            | Stensättning                |              | Östra Stenby, Östergötland |       | 58.579976, 16.492404 | 10055602620003 | Ladda upp en bild av detta fornminne      |
| Östra Stenby 262:4                            | Stensättning                |              | Östra Stenby, Östergötland |       | 58.579943, 16.492129 | 10055602620004 | Ladda upp en bild av detta fornminne      |
| Östra Stenby 264:1                            | Stensättning                |              | Östra Stenby, Östergötland |       | 58.590485, 16.496997 | 10055602640001 | Ladda upp en bild av detta fornminne      |
| Östra Stenby 266:1                            | Stensättning                |              | Östra Stenby, Östergötland |       | 58.604890, 16.510582 | 10055602660001 | Ladda upp en bild av detta fornminne      |
| Östra Stenby 267:1                            | Gravfält                    |              | Östra Stenby, Östergötland |       | 58.612878, 16.507213 | 10055602670001 | Ladda upp en bild av detta fornminne      |
| Östra Stenby 273:1                            | Hällristning                |              | Östra Stenby, Östergötland |       | 58.610123, 16.470152 | 10055602730001 | Ladda upp en bild av detta fornminne      |
| Östra Stenby 282:1                            | Gravfält                    |              | Östra Stenby, Östergötland |       | 58.572894, 16.488225 | 10055602820001 | Ladda upp en bild av detta fornminne      |
| Östra Stenby 285:1                            | Stensättning                |              | Östra Stenby, Östergötland |       | 58.574661, 16.514915 | 10055602850001 | Ladda upp en bild av detta fornminne      |
| Östra Stenby 295                              | Stensättning                |              | Östra Stenby, Östergötland |       | 58.592319, 16.482868 | 12000000005830 | Ladda upp en bild av detta fornminne      |